# Порсель, Максимилиано
Максимилиано Порсель (исп. Maximiliano Porcel; род. 2 января 2006, Буэнос-Айрес) — аргентинский футболист, атакующий полузащитник клуба «Велес Сарсфилд».

## Клубная карьера
Порсель — воспитанник клуба «Велес Сарсфилд». 23 января 2025 года в матче против «Тигре» он дебютировал в аргентинской Примере.

## Международная карьера
В 2023 году Порсель в составе юношеской сборной Аргентины принял участие в юношеском чемпионате Южной Америки в Эквадоре. На турнире он сыграл в матчах против команд Боливии, Чили, Перу и дважды Парагвая.